# Maxime Pianfetti
Maxime Pianfetti (Tarbes, 15 de marzo de 1999) es un deportista francés que compite en esgrima, especialista en la modalidad de sable.
Participó en los Juegos Olímpicos de París 2024, obteniendo una medalla de bronce en la prueba por equipos (junto con Boladé Apithy, Sébastien Patrice y Jean-Philippe Patrice).
Ganó una medalla de plata en el Campeonato Mundial de Esgrima de 2022, en la prueba individual. En los Juegos Europeos de Cracovia 2023 consiguió una medalla de oro en la prueba por equipos.

## Palmarés internacional
| Juegos Olímpicos   | Juegos Olímpicos   | Juegos Olímpicos  | Juegos Olímpicos  |
| Año                | Lugar              | Medalla           | Prueba            |
| ------------------ | ------------------ | ----------------- | ----------------- |
| 2024               | París (Francia)    | Medalla de bronce | Sable por equipos |
| Campeonato Mundial |                    |                   |                   |
| Año                | Lugar              | Medalla           | Prueba            |
| 2022               | El Cairo (Egipto)  | Medalla de plata  | Sable individual  |
| Juegos Europeos    |                    |                   |                   |
| Año                | Lugar              | Medalla           | Prueba            |
| 2023               | Cracovia (Polonia) | Medalla de oro    | Sable por equipos |